# Qafas
Qafas (arabisch قفص, DMG Qafaṣ ‚Käfig‘) war eine 2008 gegründete und 2012 aufgelöste Dark-Ambient-, Black- und Funeral-Doom-Band.

## Geschichte
Qafas wurde 2008 von „Learza“ A. in Bahrain gegründet. Nähere Angaben zu der Person, die auch in Gruppen wie Al-Namrood, Eridu und Dhul-Qarnayn aktiv war, sind kaum gegeben. Jenseits der Verbindung in unterschiedlichen Projekten der Metal-Szene des arabischen Raums sind überwiegend Gerüchte zu seiner Person außerhalb seiner Wirkungsregion publik. Unter anderem wurde über eine verhängte Todesstrafe aufgrund von Blasphemie spekuliert. Zugleich wird er als bedeutsame Figur der nationalen Metal-Szene bewertet. Die Veröffentlichungen wurden als essentielle Produkte der nationalen Szene und die Band als bedeutsamer Vertreter der Metal-Gemeinschaft Bahrains beurteilt.
Das Projekt veröffentlichte zwischen den Jahren 2010 und 2013 zwei EPs, ein Album sowie eine Kompilation. Dazu kooperierte „Learza“ mit international agierenden Firmen wie Rigorism Production und Domestic Genocide Records. Das über das amerikanische Label Domestic Genocide Records veröffentlichte Album Laghetto Laments kündigte „Learza“ als finale Veröffentlichung von Qafas an. Jenseits der posthumen Kompilation als Musikdownload aus dem Jahr 2013 blieben weitere Veröffentlichungen aus.

## Stil
Die von „Learza“ mit Qafas präsentierte Musik variiert von Dark Ambient über rhythmusorientierten Black Metal mit Einfluss aus dem Post-Industrial und Arabisch gesprochenen Passagen bis zu Funeral Doom mit Elementen aus Neoklassik und arabischer Folklore. Die Stilentwicklung von Qafas ging mit der Dauer der Aktivität einher. Nach Abschluss der Aufnahmen des Albums benannte „Learza“ die Aktivität von Qafas als Funeral-Doom-Projekt als beendet und kündigte an, als Musiker mit Black Metal fortzufahren. Als konzeptionelle Basis seines Schaffens benennt „Learza“ eine von Misanthropie geprägte Vorstellung von Unabhängigkeit und Individualismus in Abgrenzung zu einer als Bigott wahrgenommenen Gesellschaft.

## Diskografie
- 2009: فجر (Demo, Selbstverlag)
- 2010: الأحلام (EP, Misty-Graveyard)
- 2011: Kafkaesque Retribution (EP, Rigorism Production)
- 2012: Larghetto Laments (Album, Domestic Genocide Records)
- 2013: Mesonoxian Conspiracies (Download-Kompilation, Selbstverlag)